# فيليكس رايلي
فيليكس رايلي (بالإنجليزية: Felix Reilly)‏ هو لاعب كرة قدم ومدرب كرة قدم بريطاني في مركز الهجوم، ولد في 12 سبتمبر 1933 في ماسلبره في المملكة المتحدة، وتوفي في 2 يناير 2018 في Comrie, Perth and Kinross ‏ في المملكة المتحدة. شارك مع منتخب اسكتلندا تحت 21 سنة لكرة القدم. أما مع النوادي، فقد لعب مع دونفرملين أثلتيك ونادي ألترينتشام ونادي إيست فيف ونادي برادفورد بارك أفنيو ونادي دندي ونادي كرو ألكساندرا.